# のりものいろいろ
『のりものいろいろ』は、1971年3月20日公開の「東映まんがまつり」内で公開された、児童向け短編ドキュメンタリー映画である。カラー。21分。
文部省選定作品。

## 概要
子供に興味のある「乗り物」をテーマに、古くは蒸気機関車から当時活躍中の新幹線やロケット、そして将来の乗り物・電気自動車まで取り上げる。「東映まんがまつり」では初の短編ドキュメンタリー映画で、映像とナレーションのみで構成された異色作品。
映像ソフト化はされていない。

## 取り上げた乗り物
- 新幹線
- 蒸気機関車
- 電気自動車
- 水中翼船
- ホバークラフト
- 大型汽船
- YS-11
- ロケット
- ジャンボジェット機（ボーイング747）

この他乗り物では無いが、「高速道路」も取り上げた。

## ナレーター
- 平島正義
- 坂本秀昭
- 斉藤久美子[1]

## スタッフ
- 脚本：大島善助
- 撮影：福井久彦
- 監督：福井久彦[1]

## 同時上映
| タイトル                | 原作                               | 声の出演                                   | 備考             |
| ----------------------- | ---------------------------------- | ------------------------------------------ | ---------------- |
| どうぶつ宝島            | ロバート・ルイス・スティーヴンソン | 松島みのり、増山江威子、天地総子、小池朝雄 | 劇場用新作       |
| タイガーマスク 黒い魔神 | 梶原一騎 辻なおき                  | 富山敬、山口奈々、野沢雅子、柴田秀勝       | TVブロウアップ版 |
| キックの鬼              | 梶原一騎 中城けんたろう            | 朝倉宏二、小林清志、松島みのり、野村道子   | TVブロウアップ版 |
| 魔法のマコちゃん        | 浦川しのぶ                         | 杉山佳寿子、梶哲也、丸山裕子、友近恵子     | TVブロウアップ版 |